# Exitianus karachiensis
Exitianus karachiensis är en insektsart som beskrevs av Ahmed, M. 1986. Exitianus karachiensis ingår i släktet Exitianus och familjen dvärgstritar. Inga underarter finns listade i Catalogue of Life.